# Atua
Atua – dystrykt Samoa położony we wschodniej części wyspy Upolu.
W 2001 roku liczba ludności wyniosła 21 168 mieszkańców. Ośrodkiem administracyjnym jest Aleipata.